# Chicago Untouchables 2023
Questa voce raccoglie le informazioni riguardanti i Chicago Untouchables nelle competizioni ufficiali della stagione 2023.

## Stagione
I Chicago Untouchables partecipano al loro terzo campionato NVA. Si ritirano dal torneo dopo aver completato gli incontri del terzo evento, perdendo a tavolino le quattro gare rimanenti e ottenendo pertanto un sesto posto finale nella National Conference.

## Organigramma societario
Area direttiva
- Presidente: Jay Amado

Area tecnica
- Allenatore: David Deuser

## Rosa
| N° | Nome              | Ruolo | Data di nascita  | Nazionalità sportiva |
| -- | ----------------- | ----- | ---------------- | -------------------- |
| 2  | Moises Lopez      | P     | 2 agosto 1995    | Stati Uniti          |
| 3  | Zakir Pasha       | C     | 6 dicembre 1995  | Stati Uniti          |
| 4  | Bregin DeMarco    | L     | 18 febbraio 1999 | Stati Uniti          |
| 5  | Ramón Matos       | S     | 12 maggio 1999   | Porto Rico           |
| 6  | Daniel Vanegas    | S     | 26 giugno 1990   | Colombia             |
| 8  | Enrique Barajas   | L     | 29 agosto 1997   | Stati Uniti          |
| 9  | Grant Maleski     | C     | 9 agosto 1998    | Stati Uniti          |
| 10 | Hank Payne        | S     | 16 febbraio 1999 | Stati Uniti          |
| 11 | Tucker Ziegenhorn | O     | 11 gennaio 2002  | Stati Uniti          |
| 13 | William Ragland   | S     | 4 novembre 1995  | Stati Uniti          |
| 14 | David Holliday    | L     | 5 settembre 1991 | Stati Uniti          |
| 15 | Matthew Slivinski | S     | 1º luglio 1999   | Stati Uniti          |
| 20 | Noah Ricchetti    | P     | 9 dicembre 1996  | Stati Uniti          |
| 22 | Andrew Kohut      | O     | 5 maggio 2000    | Stati Uniti          |
| 24 | Joshua Blair      | C     | 13 maggio 1999   | Stati Uniti          |

## Statistiche

### Statistiche di squadra
| Competizione | Punti | In casa | In casa | In casa | In trasferta | In trasferta | In trasferta | Totale | Totale | Totale |
| Competizione | Punti | G       | V       | P       | G            | V            | P            | G      | V      | P      |
| ------------ | ----- | ------- | ------- | ------- | ------------ | ------------ | ------------ | ------ | ------ | ------ |
| NVA          | 6     | -       | -       | -       | -            | -            | -            | 10     | 2      | 8      |
| Totale       | -     | -       | -       | -       | -            | -            | -            | 10     | 2      | 8      |

G = partite giocate; V = partite vinte; P = partite perse

### Statistiche dei giocatori
Dati non disponibili.